# مدرسه حقوق ییل
مدرسه حقوق ییل (به انگلیسی: Yale Law School و به اختصار: YLS) که اغلب به آن حقوق ییل گفته می‌شود، مدرسهٔ حقوق دانشگاه ییل واقع در نیوهیون، کنکتیکت، ایالات متحده است. اندازهٔ کوچک و اعتبار این دانشکده روند پذیرش آن را از هر دانشکده حقوق دیگری در ایالات متحده دشوارتر کرده‌است. این مدرسه مدارک جی. دی، ال‌ال. ام.جی.اس. دی و ام.اس. ال در حقوق را ارائه می‌دهد. مدرسه حقوق ییل به‌طور پیوسته از سوی U.S. News and World Report از زمان انتشار رتبه‌بندی مدرسه‌های حقوق توسط این مؤسسه در حقوق شماره یک بوده‌است.
شمار زیادی از فارغ التحصیلان حقوق ییل در حقوق و سیاست وارد شده‌اند از جمله بیل کلینتون و جرالد فورد رؤسای جمهور ایالات متحده.

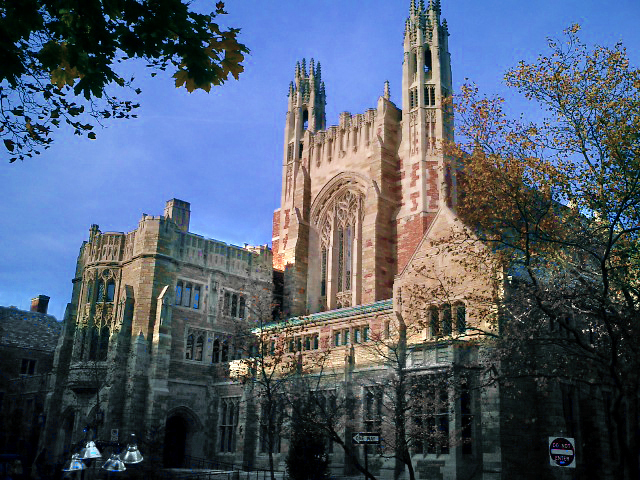

## Further reading
- Kronman, Anthony T. (2004). History of the Yale Law School: The Tercentennial Lectures. New Haven, Connecticut: Yale University Press. p. 257. {{cite book}}: Cite has empty unknown parameter: |coauthors= (help)

- رسمی سایت